# Microdajus tchesunovi
Microdajus tchesunovi is een kreeftachtigensoort uit de familie van de Microdajidae. De wetenschappelijke naam van de soort is voor het eerst geldig gepubliceerd in 2010 door Kolbasov & Savchenko.